# Erin (nome)
Erin  è un nome proprio di persona inglese e irlandese femminile.

## Varianti
- Inglese: Arin[1], Eryn[1]
- Irlandese: Éireann[1]

## Origine e diffusione
Si tratta di una forma anglicizzata di Éireann o di Éirinn, le forme genitiva e dativa di Éire (in medio irlandese Ériu), che era l'antico nome dell'Irlanda; a partire dal XVIII secolo queste erano diventate le forme usuali per indicare l'Irlanda in alcuni dialetti irlandesi e anche in scozzese, oltre che in testi poetici.
A partire dal XIX secolo viene adottato come nome proprio di persona (anche per maschi, ma principalmente per le femmine), ma solo al di fuori dell'Irlanda, spesso da cittadini statunitensi, canadesi e australiani di origine irlandese. Rimase piuttosto raro fino alla metà degli anni 1950, dopodiché il suo uso cominciò ad aumentare; raggiunse un'ottima diffusione negli Stati Uniti tra il 1976 e il 1985 e venne infine ripreso anche nella stessa Irlanda, anche se raramente.

## Onomastico
Il nome è adespota, cioè non è portato da alcuna santa; lonomastico si può festeggiare eventualmente il 1º novembre, giorno di Ognissanti.

## Persone

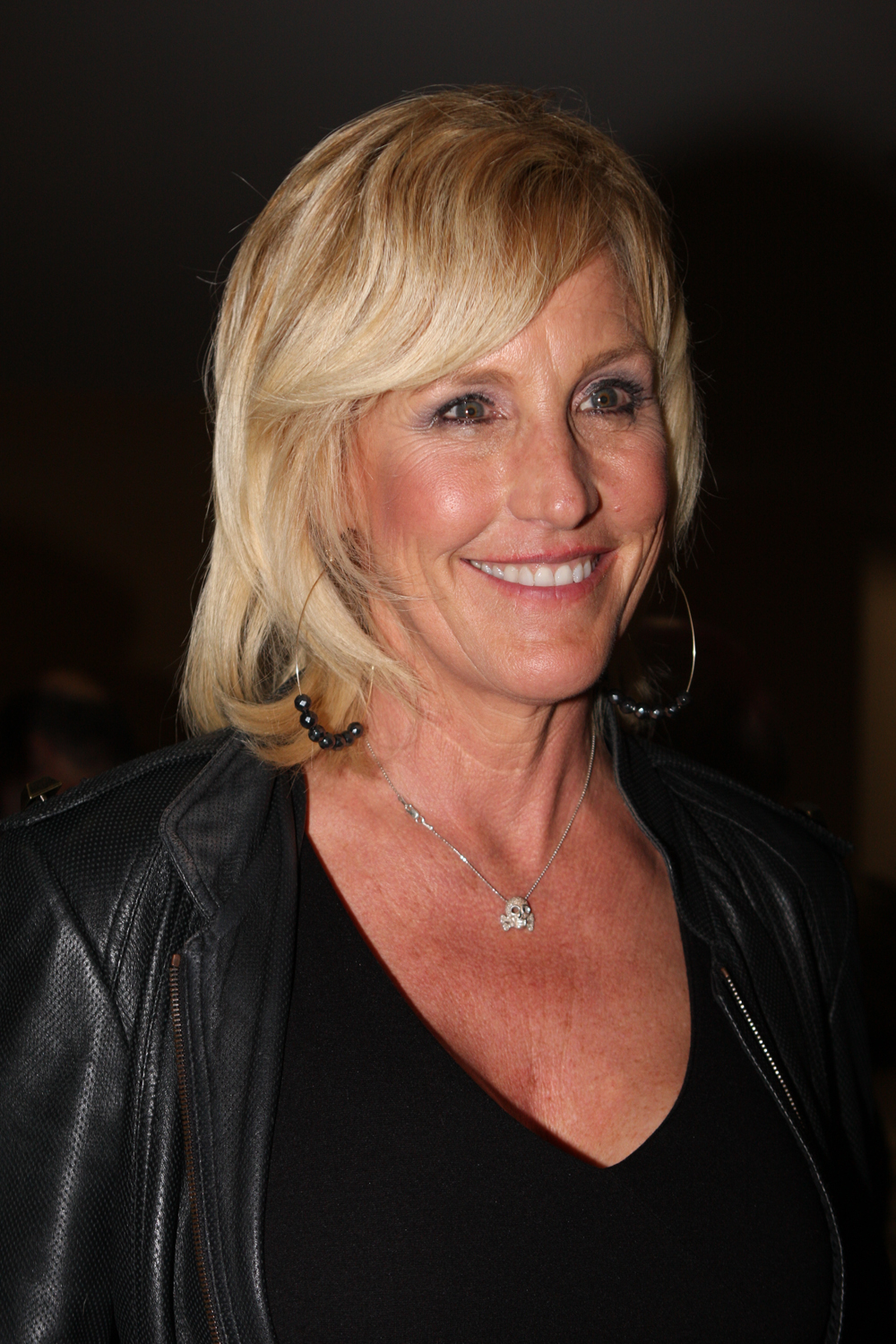
Erin Brockovich

- Erin Aldrich, pallavolista e altista statunitense
- Erin Andrews, giornalista statunitense
- Erin Brockovich, avvocata e attivista statunitense
- Erin Cardillo, attrice e sceneggiatrice statunitense
- Erin Cummings, attrice statunitense
- Erin Doom, scrittrice italiana
- Erin Gray, attrice statunitense
- Erin Heatherton, supermodella e attrice statunitense
- Erin Henderson, ex giocatore di football americano statunitense
- Erin Karpluk, attrice canadese
- Erin Mielzynski, sciatrice alpina canadese
- Erin Moran, attrice statunitense
- Erin O'Toole, politico canadese
- Erin Pizzey, scrittrice britannica
- Erin Routliffe, tennista neozelandese
- Erin Sanders, attrice statunitense
- Erin Wasson, supermodella e attrice statunitense

### Variante Erinn
- Erinn Hayes, attrice statunitense
- Erinn Smart, schermitrice statunitense

## Il nome nelle arti
- Erin Silver è un personaggio della serie televisiva 90210.
- Erin è un personaggio dei videogiochi Pokémon di nona generazione, introdotto nel DLC Il disco indaco.